# 扎林 (科斯托皮爾區)
50°57′41″N 26°18′3″E / 50.96139°N 26.30083°E
扎林（烏克蘭語：Жалин），是烏克蘭西北部的村莊，隸屬里夫內州的里夫內區。該村面積3.16平方公里，海拔高度169米，2001年人口693，人口密度每平方公里219.3人。